# Pierwszy milion (serial telewizyjny)
Pierwszy milion – polski serial sensacyjny w reżyserii Waldemara Dzikiego, wyprodukowany w roku 1999.
Jednocześnie na ekranach polskich kin wszedł polski film fabularny Pierwszy milion, który był krótszą wersją tej samej fabuły.
Okres zdjęciowy rozpoczął się w lipcu 1998. Plenery : Warszawa, Łódź, Paryż

## Twórcy filmu
- Reżyseria: Waldemar Dziki
- Scenariusz: Marek Miller, Waldemar Dziki
- Zdjęcia: Jarosław Żamojda
- Scenografia: Jacek Bret-Sznajder
- Montaż: Marek Denys
- Muzyka: Grzegorz Daroń

## Obsada
- Przemysław Sadowski – Jacek Berger-Kurczewski "Kurtz"
- Szymon Bobrowski – Tomasz Frycz "Frik"
- Aleksander Siemczew – Piki (głosu użyczył Wojciech Malajkat)
- Agnieszka Warchulska – Dominika
- Andrzej Niemirski – człowiek Kajzara skupujący obligacje
- Jarosław Gajewski – Kajzer
- Agnieszka Włodarczyk – blondynka
- Bartosz Żukowski – Witold Hoffman
- Krzysztof Pieczyński – Robert Borucki
- Katarzyna Kwiatkowska – Kryśka
- Olaf Lubaszenko – ksiądz
- Artur Żmijewski – Likwidator
- Mirosław Zbrojewicz – "Morda", człowiek Kajzara
- Mariusz Jakus – człowiek Kajzara
- Tadeusz Szymków – człowiek Kajzara
- Marcin Sosnowski – Ryszard Sztaba
- Lech Dyblik – człowiek Sztaby
- Cezary Kosiński – Pająk
- Andrzej Mastalerz – spec od komputerów
- Katarzyna Skolimowska – lekarka
- Jan Wieczorkowski – Pistol
- Joanna Pierzak – Pynia
- Joanna Sienkiewicz – mama Pyni
- Katarzyna Paskuda – krupierka w kasynie
- Zbigniew Zamachowski – policjant Rafał
- Ryszard Radwański – policjant
- Małgorzata Rożniatowska – sprzątaczka
- Krzysztof Kiersznowski – Rosół
- Stanisława Celińska – sprzedająca obligacje
- Julian Mere – strażnik
- Jacek Dzięgiel – Rogal
- Małgorzata Lipmann – sekretarka
- Agnieszka Włodarczyk – prostytutka
- Ryszard Jabłoński – bankrut na giełdzie
- Jacek Kopczyński – pracownik
- Rafał Mohr – współaresztant
- Grzegorz Miśtal – mężczyzna w dyskotece
- Robert Wabich – strażnik
- Jan Mayzel – kierowca ciężarówki
- Barbara Majewska – notariusz
- Ilja Zmiejew – Igor
- Jan Piechociński – wykładowca
- Ewa Oksza-Łapicka – pani Halinka
- Marcin Dorociński – Sasza Jurkin
- Jacek Kałucki – Stefan
- Marek Bukowski – dziennikarz
- Mieczysław Morański – celnik
- Grzegorz Gierak – pracownik
- Katarzyna Bargiełowska – kasjerka
- Michał Breitenwald – właściciel komisu
- Dariusz Błażejewski – ochroniarz
- Andrzej Bryg – pracownik kasyna
- Adam Krawczuk – Fanga
- Andrzej Gawroński – Polak w Chicago
- Zygmunt Fok – dziadek
- Michał Anioł – celnik
- Wojciech Alaborski – Roksiński
- Aleksandra Koncewicz – bibliotekarka
- Robert Kudelski – dziennikarz
- Jerzy Molga – lekarz
- Karina Kunkiewicz – sekretarka
- Andrzej Musiał – partner Boruckiego
- Katarzyna Taracińska – recepcjonistka
- Dariusz Biskupski – narkoman
- Elżbieta Gaertner
- Borys Jaźnicki
- Jakub Ulewicz
- Mirosław Oczkoś
- Grzegorz Pawlak
- Zdzisław Sobociński
- Mariusz Zalejski
- Juliusz Krzysztof Warunek
- Maciej Czapski
- Katarzyna Łukaszyńska
- Zbigniew Moskal
- Grzegorz Klein
- Sławomir Grzymkowski
- Norbert Rakowski
- Artur Janusiak
- Ryszard Chlebuś
- Jan Greber
- Elżbieta Gaertner